# Miguel Saredi
Roberto Miguel Saredi (Buenos Aires, Argentina, 28 de marzo de 1962) es un dirigente político argentino. Fue diputado nacional por la Provincia de Buenos Aires desde el año 2002 al 2003. Se desempeñó como concejal en Trenque Lauquen (1993-1997), ocupó distintos cargos como Director Provincial del Consejo del Menor; Subsecretario del Consejo del Menor; Director del Mercado Central de Buenos Aires; Director de Acumar y concejal de La Matanza durante el período 2017-2021.

## Biografía

### Comienzos
Nació en Buenos Aires. Cursó sus estudios en el Colegio La Salle (de primer grado a quinto año del secundario), con una clara influencia de la formación lasallana. Es abogado recibido en la Universidad Católica Argentina.
En su juventud participó activamente en grupos estudiantiles secundarios, y en especial universitarios, con clara influencia de lo que significó especialmente la guerra de las Malvinas en el año 1982. 
Tras recibirse de abogado, se estableció en la ciudad de Trenque Lauquen donde se desarrolló como productor agropecuario, actividad que realizaba su familia.

### Director Provincial y Subsecretario del Consejo del Menor
Durante la gestión de Eduardo Duhalde, se desempeñó como Director Provincial y Subsecretario del Consejo del Menor. En ese cargo tuvo un famoso caso donde intervino para ayudar a chicos internados en una comunidad terapéutica.

### Diputado Nacional (2002-2003)
Fue diputado nacional en la presidencia de Eduardo Duhalde, y muy cercano al presidente de la Cámara de Diputados de la Nación Argentina, Eduardo Camaño. Ocupó un rol fundamental en los meses tan difíciles de ese gobierno de transición y en distintos momentos políticos como el juicio a la Corte Suprema de Justicia, la adopción de la ley de Lemas y neolemas para poder superar el gobierno provisorio hacia las elecciones del 2003.
Autor de proyectos pidiendo agravamiento de penas para los delitos rurales, y de la creación del Registro de Violadores. También presentó numerosas iniciativas en materia de minoridad; como la responsabilidad de padres y mayores en ilícitos cometidos por menores.

### Grupo Pampa Sur
En el año 2004 fundó el grupo Pampa Sur, que defendía la cadena productiva y tuvo actuación protagónica desde su creación, hasta el conflicto con el campo por la resolución 125 en el año 2008. Ésta fue la gran rebelión fiscal del agro del siglo en la Argentina. 
Desde allí gran parte de su accionar se concentró en la defensa de la cadena agroalimentaria y agroindustrial.

### Concejal de La Matanza
En 2017 asume su banca como concejal de La Matanza (2017-2021) durante ese mandato presentó proyectos como: Pirotecnia Cero en La Matanza; Creación de un Hospital Veterinario Municipal, Declarar a La Matanza como municipio a favor de la vida, entre otros.

### Mutual de Legisladores de la República Argentina
En abril de 2022 asume como director de la Mutual de Legisladores de la República Argentina (AML) con mandato hasta 2026.

### Secretario de Planificación Operativa, Municipio de La Matanza
A mediados de 2022 es convocado por el Intendente Fernando Espinoza para integrar el Gabinete Municipal y es designado como Secretario de Planificación Operativa, cargo en el que se desempaña hasta la actualidad.